# مایکل فابر
مایکل فابر (انگلیسی: Michaël Fabre؛ زادهٔ ۱۵ ژوئیهٔ ۱۹۸۴) بازیکن فوتبال اهل فرانسه است.
از باشگاه‌هایی که در آن بازی کرده‌است می‌توان به باشگاه فوتبال بولونیا، باشگاه فوتبال کلرمون فوت، باشگاه فوتبال مولودیه الجزایر، باشگاه فوتبال فیورنتینا، باشگاه فوتبال لانس، و باشگاه فوتبال سدان اشاره کرد.
وی همچنین در تیم‌های ملی فوتبال France national under-16 football team، زیر ۱۷ سال فرانسه، زیر ۱۸ سال فرانسه، و زیر ۲۱ سال فرانسه بازی کرده‌است.